# Kriegerdenkmal Spergau

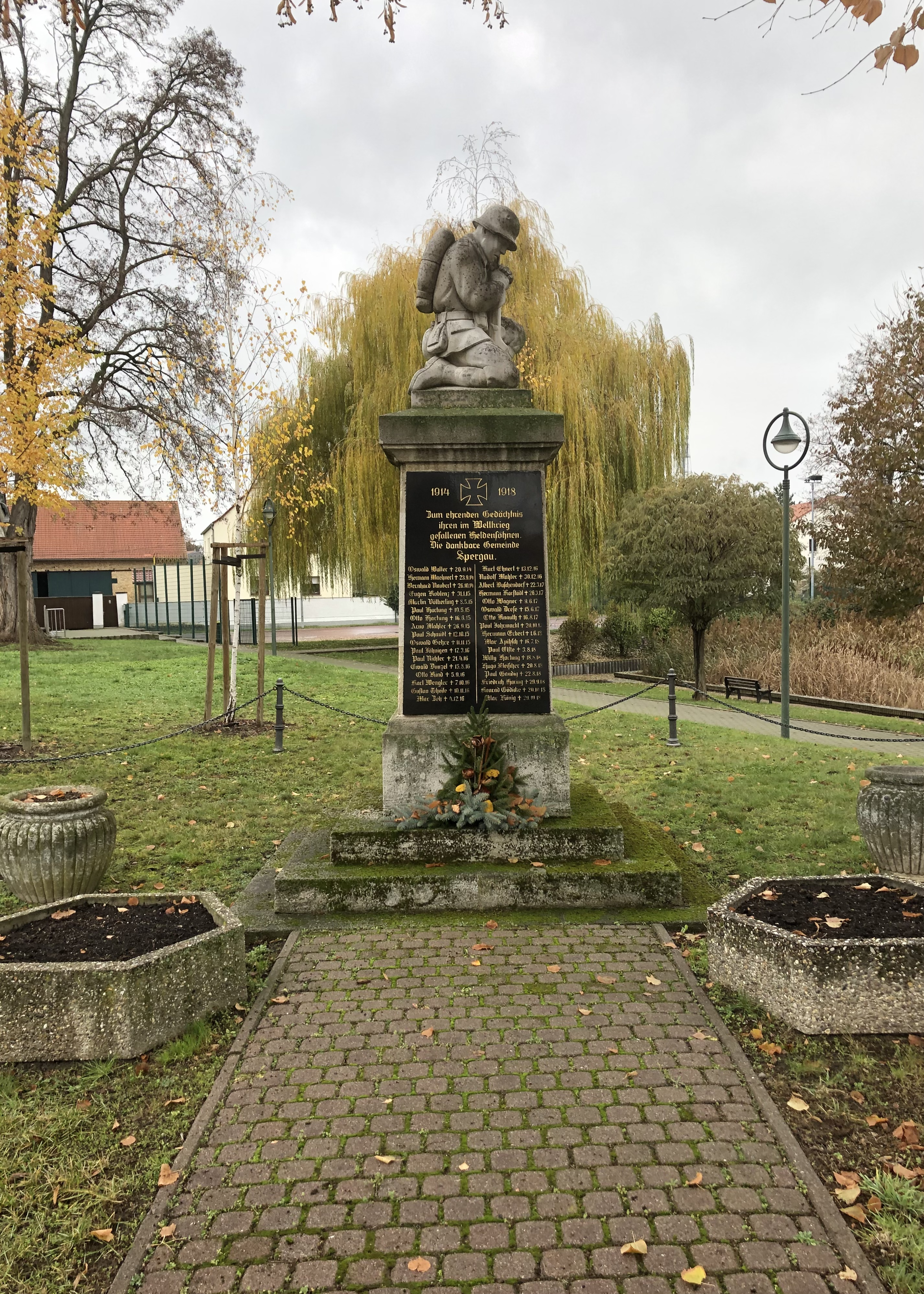
Kriegerdenkmal Spergau, 2022

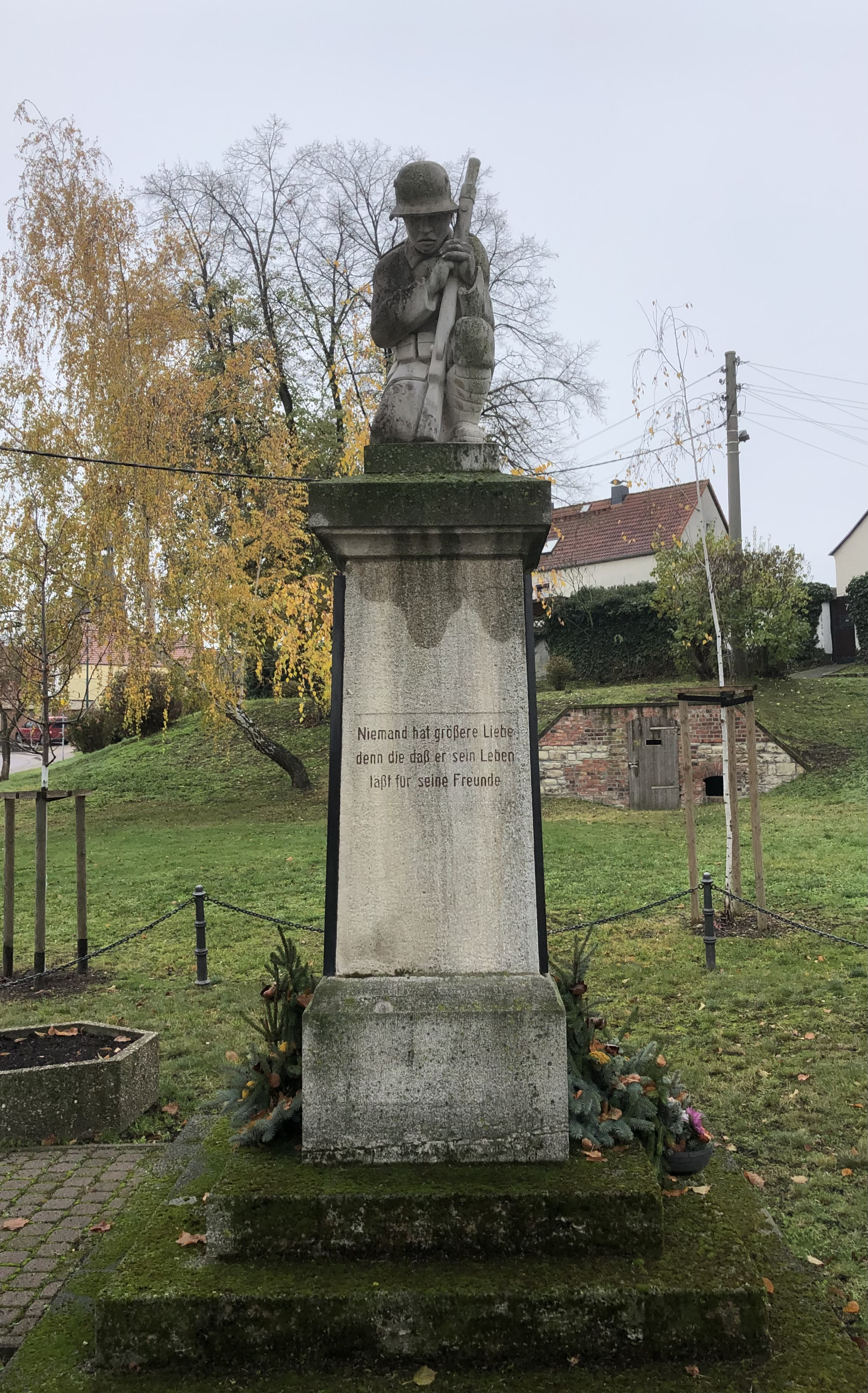
Nordseite

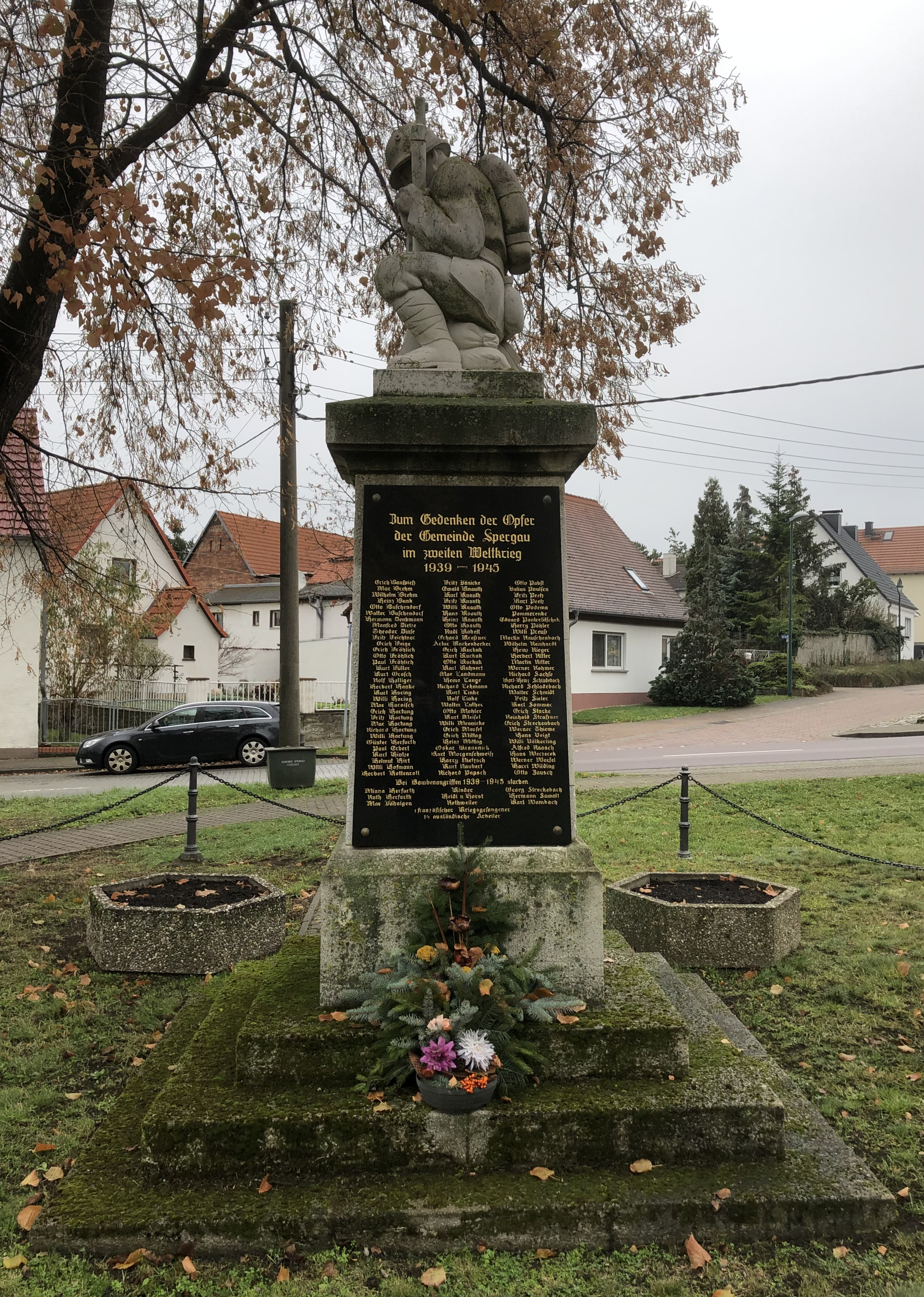
Westseite

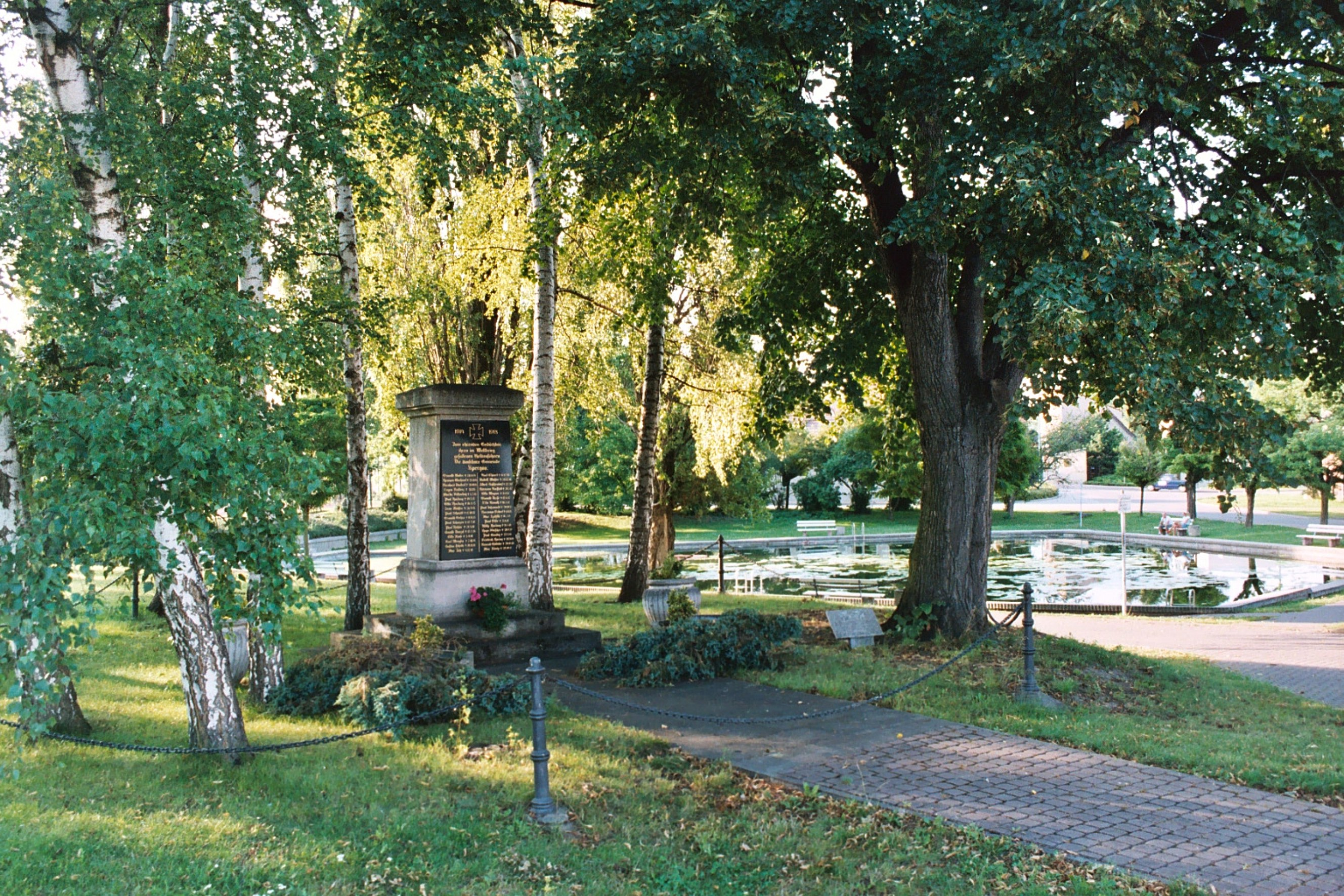
Denkmal im Jahr 2004, noch ohne die Soldatenstatue

Das Kriegerdenkmal Spergau ist ein Kriegerdenkmal im zur Stadt Leuna gehörenden Ortsteil Spergau in Sachsen-Anhalt. Mit dem Denkmal wird den Gefallenen des Ersten und Zweiten Weltkriegs gedacht.

## Lage
Das Denkmal steht markant im Ortszentrum von Spergau südlich des Dorfteichs an der Straße Am Teich.

## Gestaltung und Geschichte
Das Kriegerdenkmal besteht aus einer auf einem mehrstufigen Sockel errichteten Stele. Auf der befindet sich eine steinerne Statue. Sie stellt einen knienden, nach rechts in Richtung Norden schauenden Soldaten. Auf der Stele befinden sich Inschriften, die in goldener Schrift auf schwarzem Grund die Namen der in den Kriegen gefallenen Spergauer aufführen. 
Im Jahr 1880 wurde ein Kriegerdenkmal für die Gefallenen des Deutsch-Französischen Kriegs von 1870/1871 errichtet. Das heutige Denkmal entstand in den 1920er Jahren. Bei Bombenangriffen im Januar 1945 wurde das Kriegerdenkmal beschädigt und die Soldatenstatue herunter gerissen. Das Denkmal wurde 1970 in der Zeit der DDR abgerissen, 1993 dann jedoch rekonstruiert. Am Volkstrauertag 1994 wurde die Tafel für den Ersten Weltkrieg enthüllt, am Volkstrauertag 1995 dann die Tafel für den Zweiten Weltkrieg. Am Volkstrauertag 2008, am 16. November, wurde die nach Fotografien nachgebildete Statue des Soldaten wieder aufgesetzt.
Auf der nach Osten weisenden Vorderseite befindet sich die an den Ersten Weltkrieg erinnernde Inschrift. Die 34 Namen und Sterbedaten sind in chronologischer Reihenfolge nach dem Todestag sortiert:
1914 + 1918

Zum ehrenden Gedächtnis

ihren im Weltkrieg

gefallenen Heldensöhnen.

Die dankbare Gemeinde

Spergau.

| Oswald Walter † 20.9.14     | Kurt Ehnert † 13.12.16       |
| Hermann Maehnert † 23.9.14  | Rudolf Mahler † 30.12.16     |
| Bernhard Naubert † 26.10.14 | Albert Buschendorf † 22.3.17 |
| Eugen Koblenz † 31.1.15     | Hermann Karstädt † 26.3.17   |
| Martin Völkerling † 8.5.15  | Otto Wagner † 9.6.17         |
| Paul Hartung † 10.5.15      | Oswald Drese † 15.6.17       |
| Otto Hartung † 16.6.15      | Otto Knauth † 16.8.17        |
| Arno Mahler † 26.9.15       | Paul Jahrmarkt † 20.10.17    |
| Paul Schmidt † 12.10.15     | Hermann Erbert † 1.6.18      |
| Oswald Gehre † 11.11.15     | Max Apitzsch † 16.7.18       |
| Paul Jöhningen † 17.3.16    | Paul Elste † 3.8.18          |
| Paul Richter † 21.4.16      | Willy Hartung † 18.8.18      |
| Ewald Dunzel † 15.8.16      | Hugo Fleischer † 20.8.18     |
| Otto Kind † 5.9.16          | Paul Gaudig † 22.8.18        |
| Karl Wengler † 7.10.16      | Friedrich Haring † 29.9.18   |
| Gustav Theile † 10.11.16    | Konrad Gödicke † 20.10.18    |
| Max Beh † 4.12.16           | Max König † 29.10.18         |

Auf der nach Norden weisenden Seite ist direkt in den Stein die Inschrift gearbeitet:
Niemand hat größere Liebe

denn die daß er sein Leben

läßt für seine Freunde
Die Inschrift auf der Westseite gedenkt der Opfer des Zweiten Weltkriegs. Anders als bei der Inschrift für den Ersten Weltkrieg sind die Namen nicht chronologisch, sondern alphabetisch aufgelistet. Zunächst werden 96 Namen gefallener Soldaten genannt. Darunter folgen acht Namen von Opfern von Luftangriffen, darunter zwei Kinder und zwei Frauen. Ein französischer Kriegsgefangener und 14 als ausländische Arbeiter bezeichnete Menschen sind ohne Namensnennung erwähnt.
Zum Gedenken der Opfer

der Gemeinde Spergau

im zweiten Weltkrieg

1939 - 1945

| Erich Bauspieß     | Fritz Jänicke      | Otto Pabst             |
| Max Brehm          | Ewald Knauth       | Julius Paulsen         |
| Wilhelm Brehm      | Kurt Knauth        | Fritz Peetz            |
| Heinz Bunk         | Fritz Knauth       | Kurt Peetz             |
| Otto Buschendorf   | Willi Knauth       | Otto Podema            |
| Walter Buschendorf | Hans Knauth        | Pommerenke             |
| Hermann Denkmann   | Heinz Knauth       | Eduard Ponterlitschek  |
| Manfred Dietze     | Otto Knauth        | Harry Pöhler           |
| Theodor Dinse      | Rudi Kobelt        | Willi Preuß            |
| Fritz Feichtner    | Erhard Kreßner     | Martin Rauschenbach    |
| Erich Feige        | Artur Kuchenbecher | Wilhelm Reinhardt      |
| Erich Fröhlich     | Erich Kuckuk       | Heinz Rieger           |
| Otto Fröhlich      | Kurt Kuckuk        | Herbert Ritter         |
| Paul Fröhlich      | Otto Kuckuk        | Martin Ritter          |
| Kurt Müller        | Karl Kuhnert       | Werner Rohmer          |
| Kurt Grosch        | Max Landmann       | Richard Sachse         |
| Rolf Halliger      | Heino Lange        | Karl-Heinz Schladebach |
| Herbert Hanke      | Richard Lehmann    | Richard Schladebach    |
| Kurt Haring        | Kurt Linke         | Walter Schmidt         |
| Willi Haring       | Rolf Linke         | Fritz Sieler           |
| Max Harnisch       | Walter Luther      | Karl Sommer            |
| Erich Hartung      | Otto Mahler        | Erich Starke           |
| Fritz Hartung      | Kurt Meisel        | Reinhold Straßner      |
| Max Hartung        | Willi Mennicke     | Erich Streckenbach     |
| Richard Hartung    | Erich Meusel       | Werner Thieme          |
| Willi Hartung      | Erich Mittag       | Hans Voigt             |
| Günter Herfurth    | Heinz Mittag       | Willi Völkerling       |
| Paul Erbert        | Oskar Krausnick    | Alfred Raasch          |
| Kurt Hintze        | Kurt Morgenschweiß | Hans Weczerek          |
| Helmut Hirt        | Harry Nietzsch     | Werner Werfel          |
| Willi Hofmann      | Kurt Naubert       | Harri Wilding          |
| Herbert Hottenrott | Richard Papsch     | Otto Bausch            |

Bei Bombenangriffen 1939 - 1945 starben
| Minna Herfurth | Kinder         | Georg Streckebach |
| Ruth Herfurth  | Heidi u. Horst | Hermann Sawall    |
| Max Jähnigen   | Rothweiler     | Karl Wambach      |

1 französischer Kriegsgefangener

14 ausländische Arbeiter
Auf der nach Süden weisenden Seite befindet sich keine Inschrift.